# CD Universidad Católica
Club Deportivo Universidad Católica is een van de populairste Chileense voetbalclubs. De club werd opgericht in 1937, maar de grondlegging begon al in 1910 toen enkele studenten van de Universidad Católica samenkwamen om te voetballen tegen de Universidad de Chile. De rivaliteit met Universidad de Chile bestaat tot op de dag van vandaag nog; wedstrijden tussen beide ploegen worden met argusogen gevolgd.
Het stadion van de ploeg ligt in de exclusieve wijken van Santiago en daardoor zijn de supporters ook meestal van een hogere klasse. De infrastructuur van de club is een van de beste in Zuid-Amerika, vaak worden hier jonge talenten ontdekt.

## Erelijst
- Landskampioen:
  - 1949, 1954, 1961, 1966, 1984, 1987, 1997 (Apertura), 2002 (Apertura), 2005 (Clausura), 2010, 2016 (Clausura), 2016 (Apertura), 2018
- Copa Chile:
  - Winnaar: 1983 (Copa Polla Gol), 1983 (Copa República), 1991, 1995, 2011
  - Finalist: 1958, 1961, 1962, 1982, 1984, 1989 (Copa Coca Cola Digeder), 1990
- Supercopa de Chile:
  - Winnaar: 2016, 2019
- Copa Interamericana:
  - Winnaar: 1994
- Copa Libertadores:
  - Finalist: 1993

### Afbeeldingen

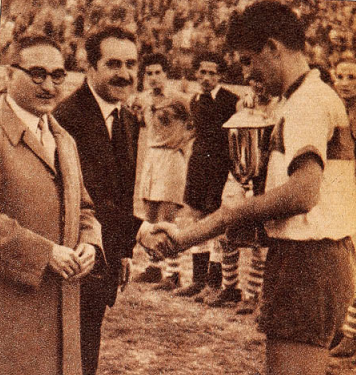
Torneo Internacional de Pascua 1950
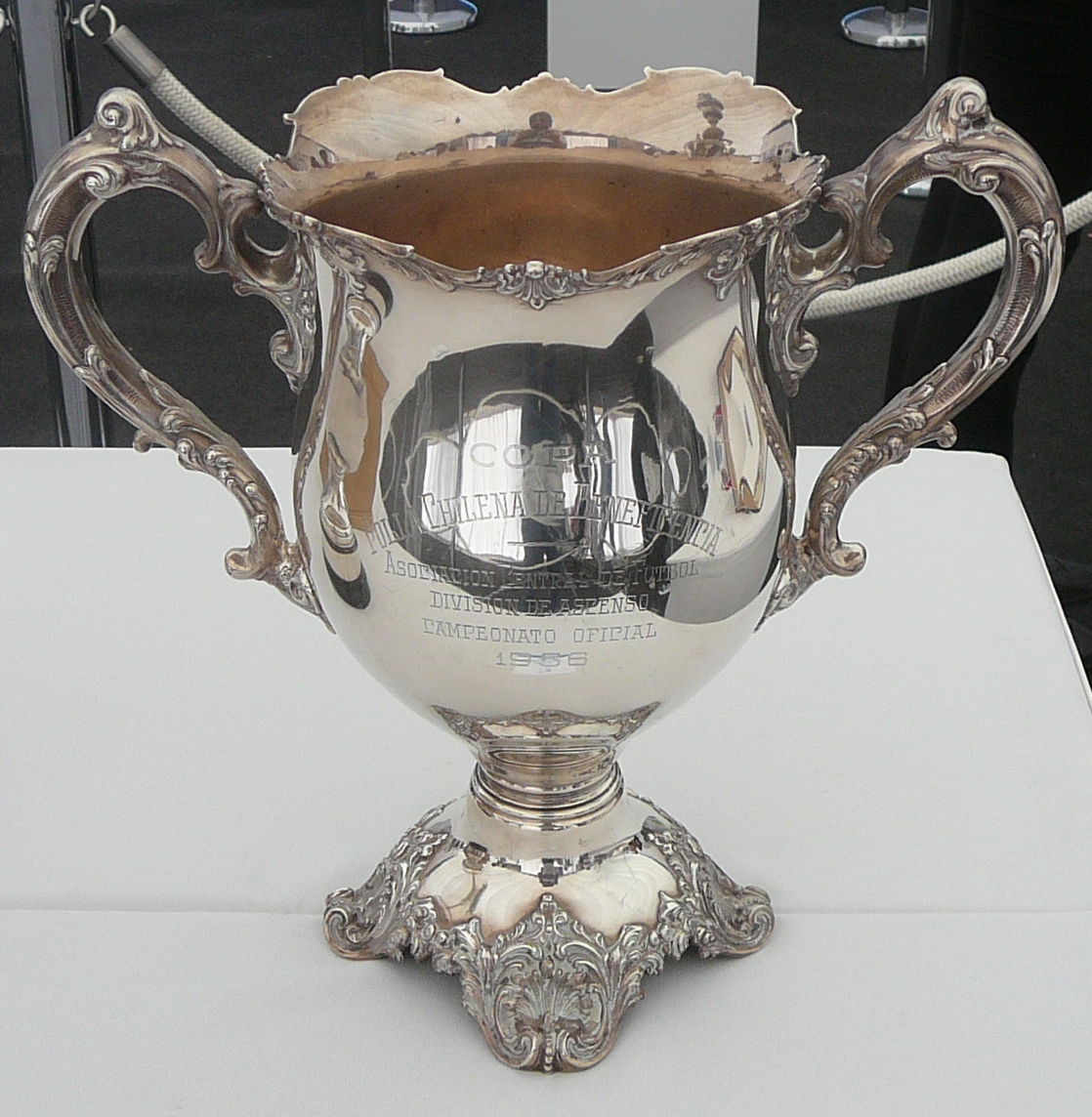
1956 B
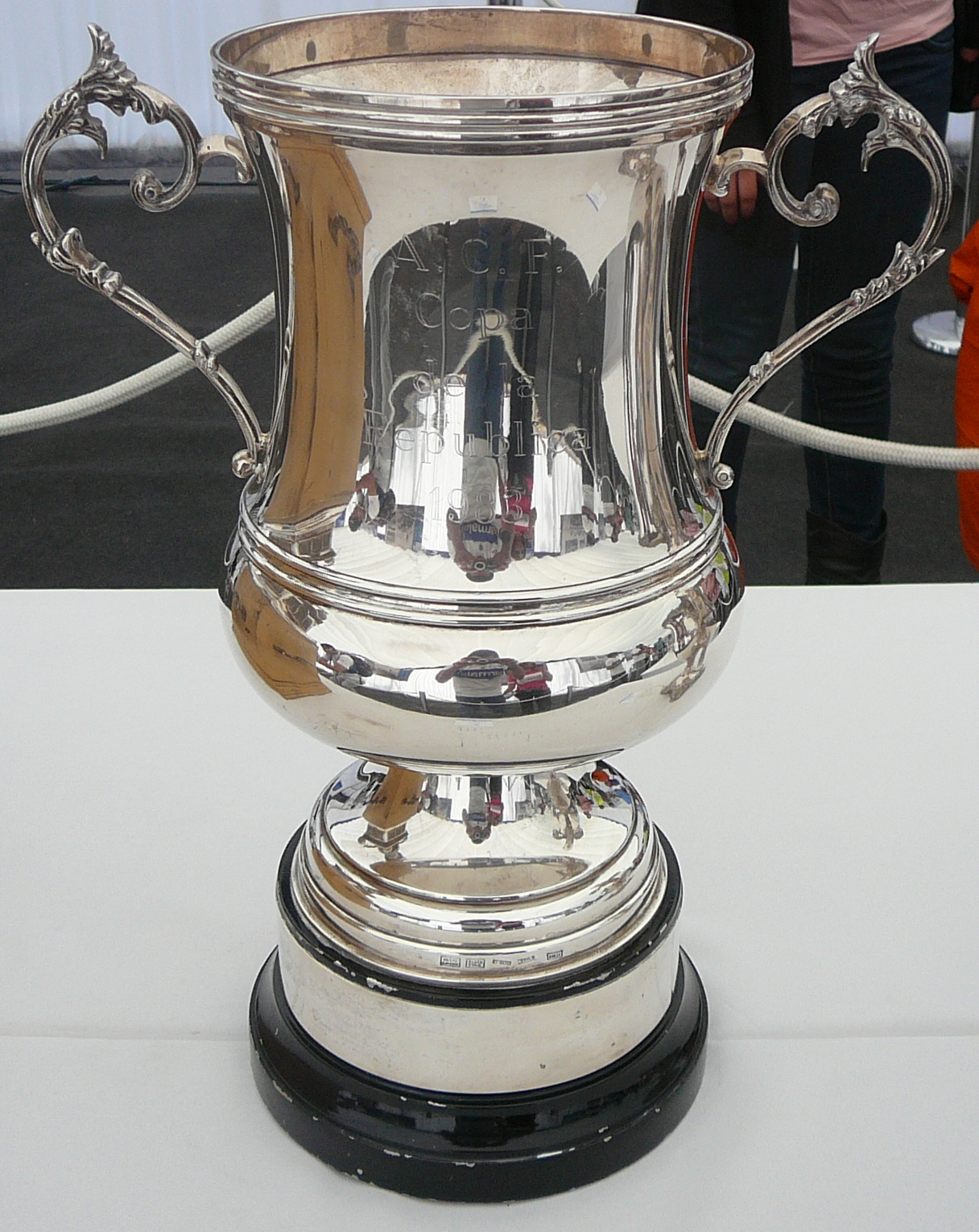
Copa República 1983
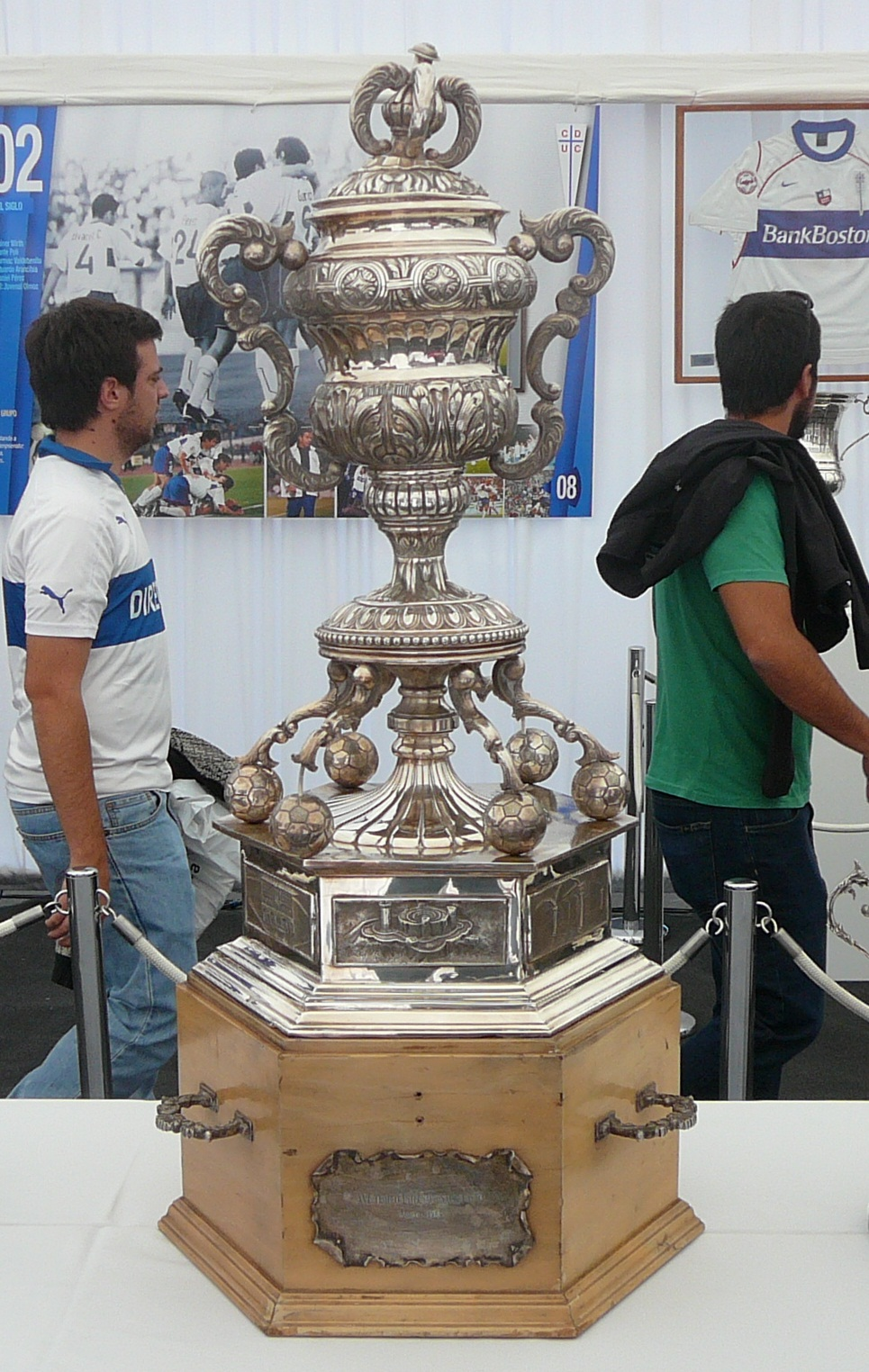
Trofeo Ciudad de Palma
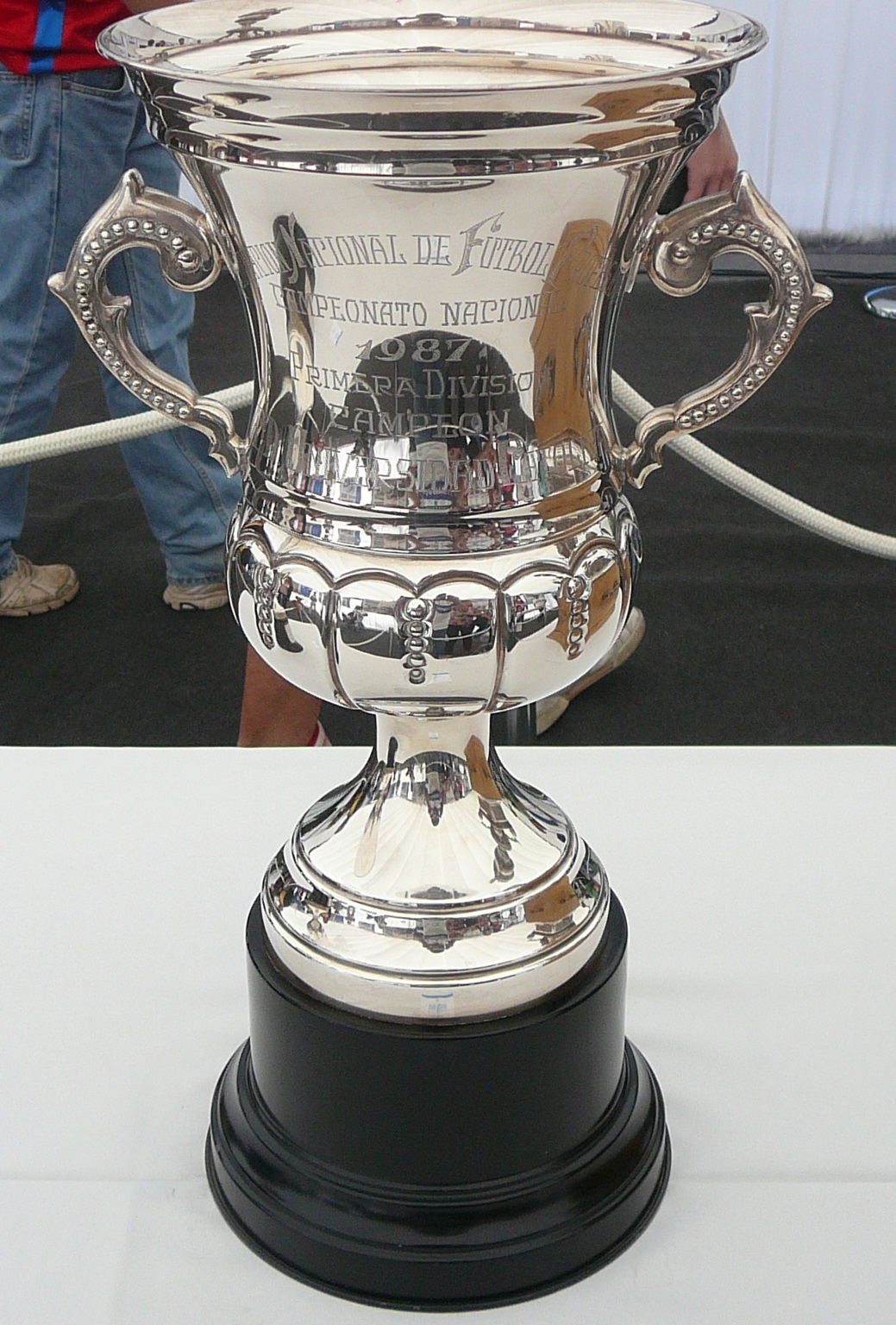
Landskampioen 1987
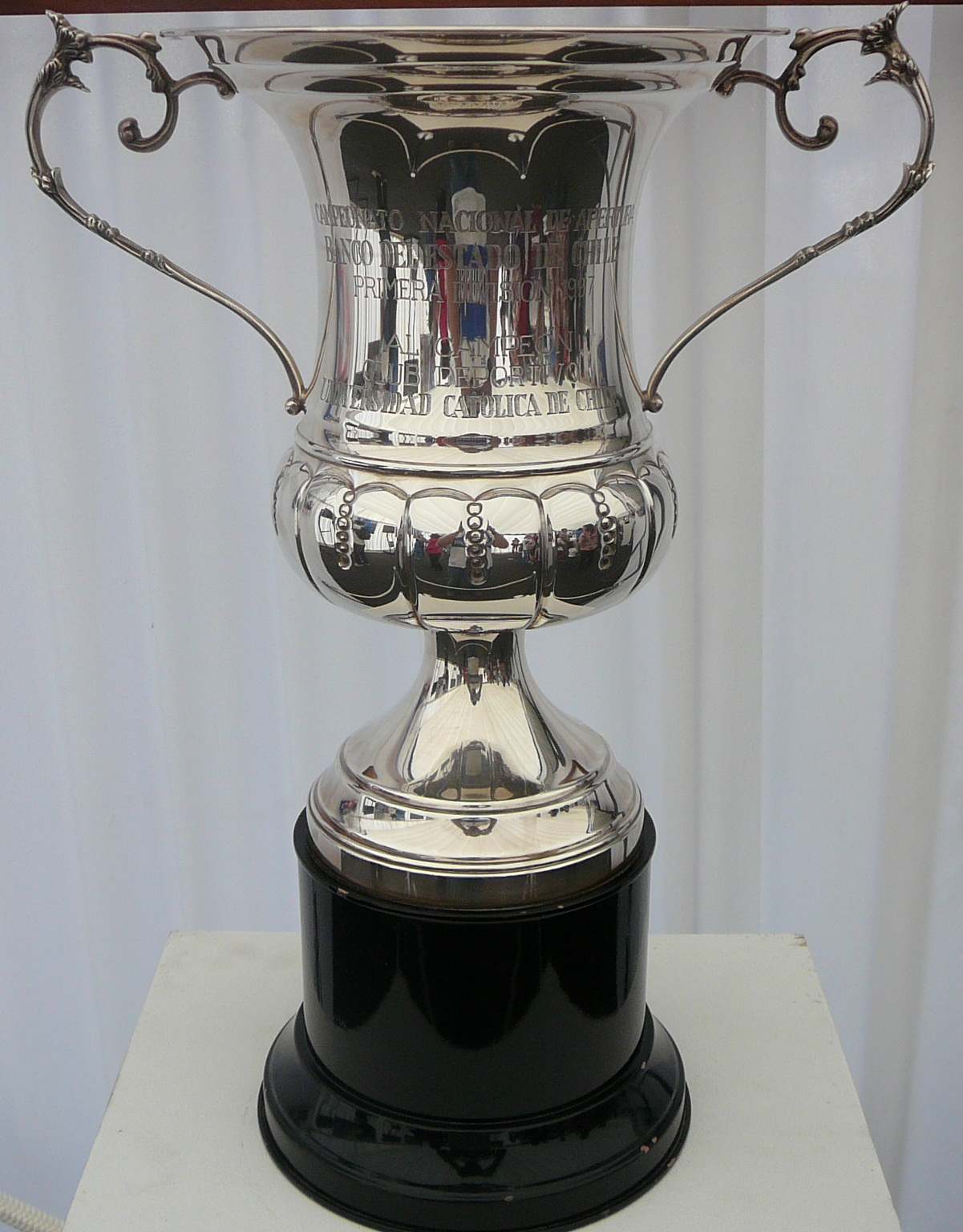
Landskampioen 1997 (Apertura)
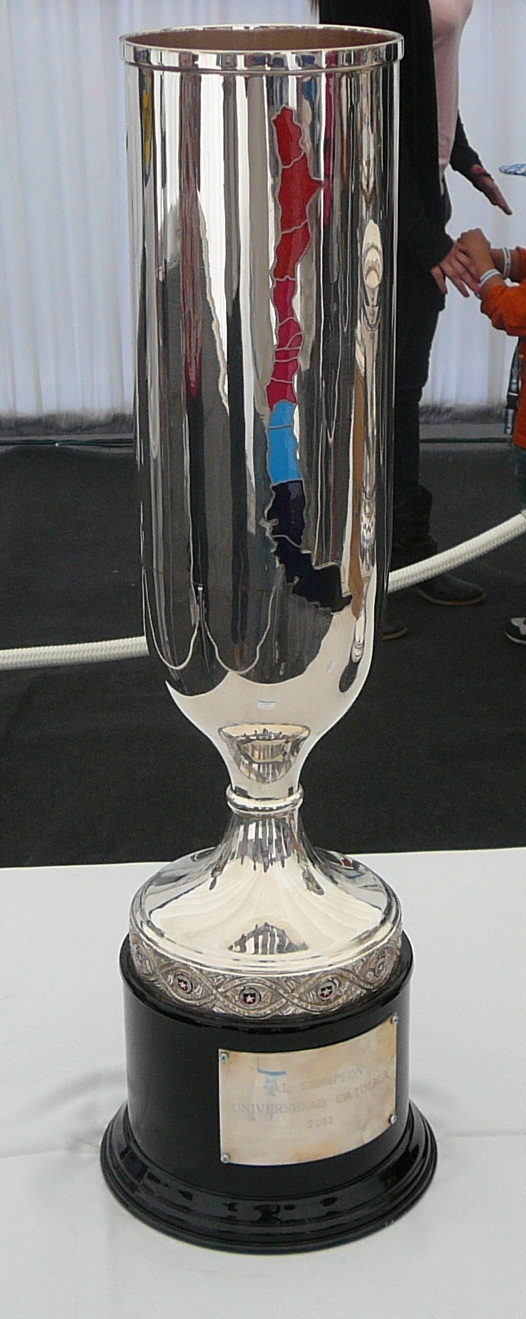
Copa Chile 2011
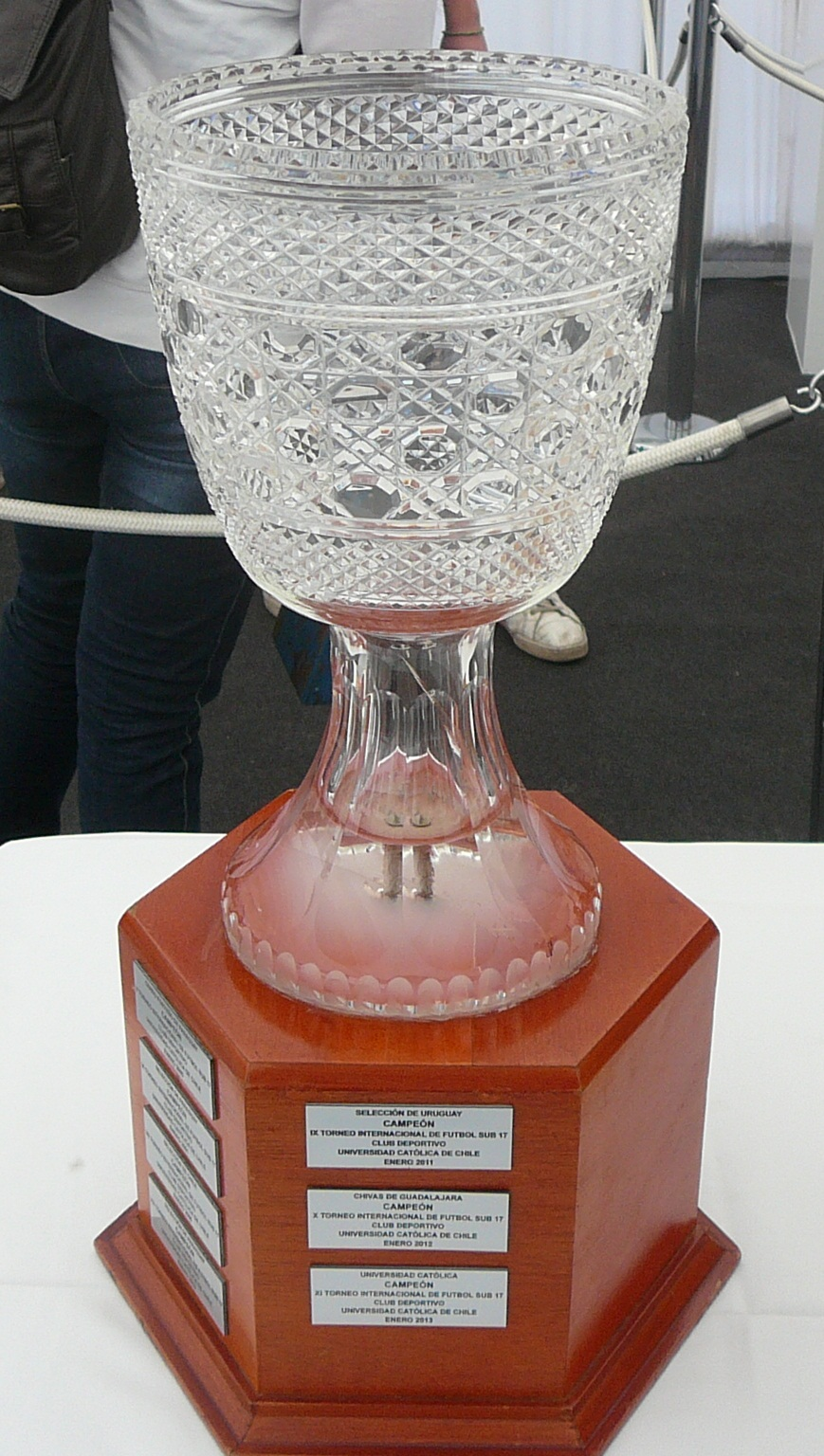
Copa UC U-17
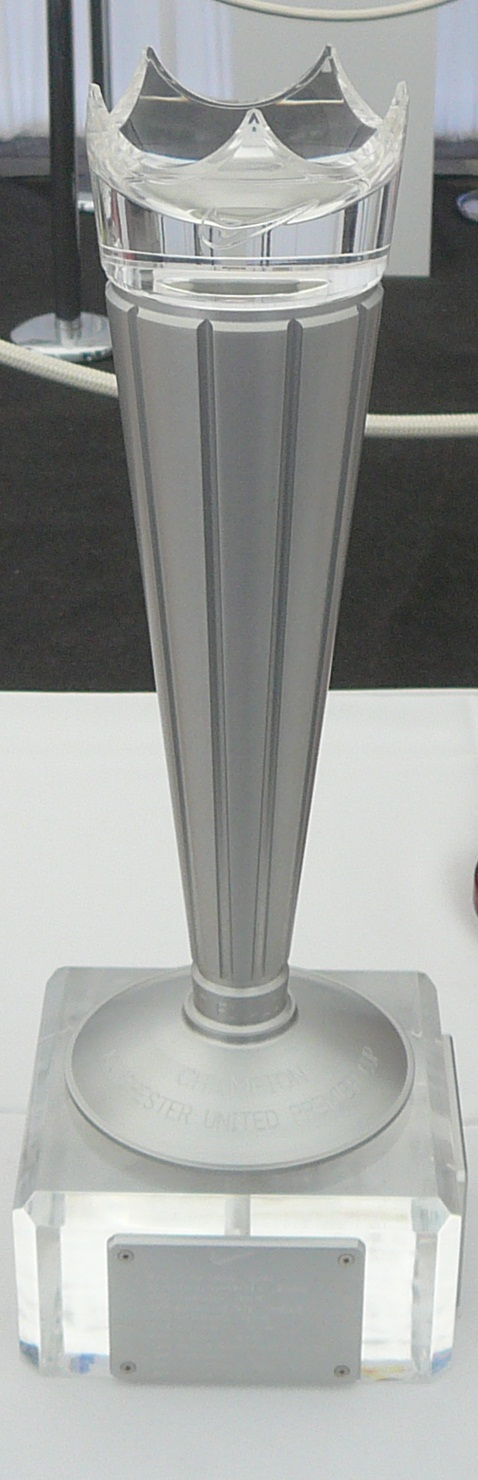
Manchester United Premier Cup U-15 2012
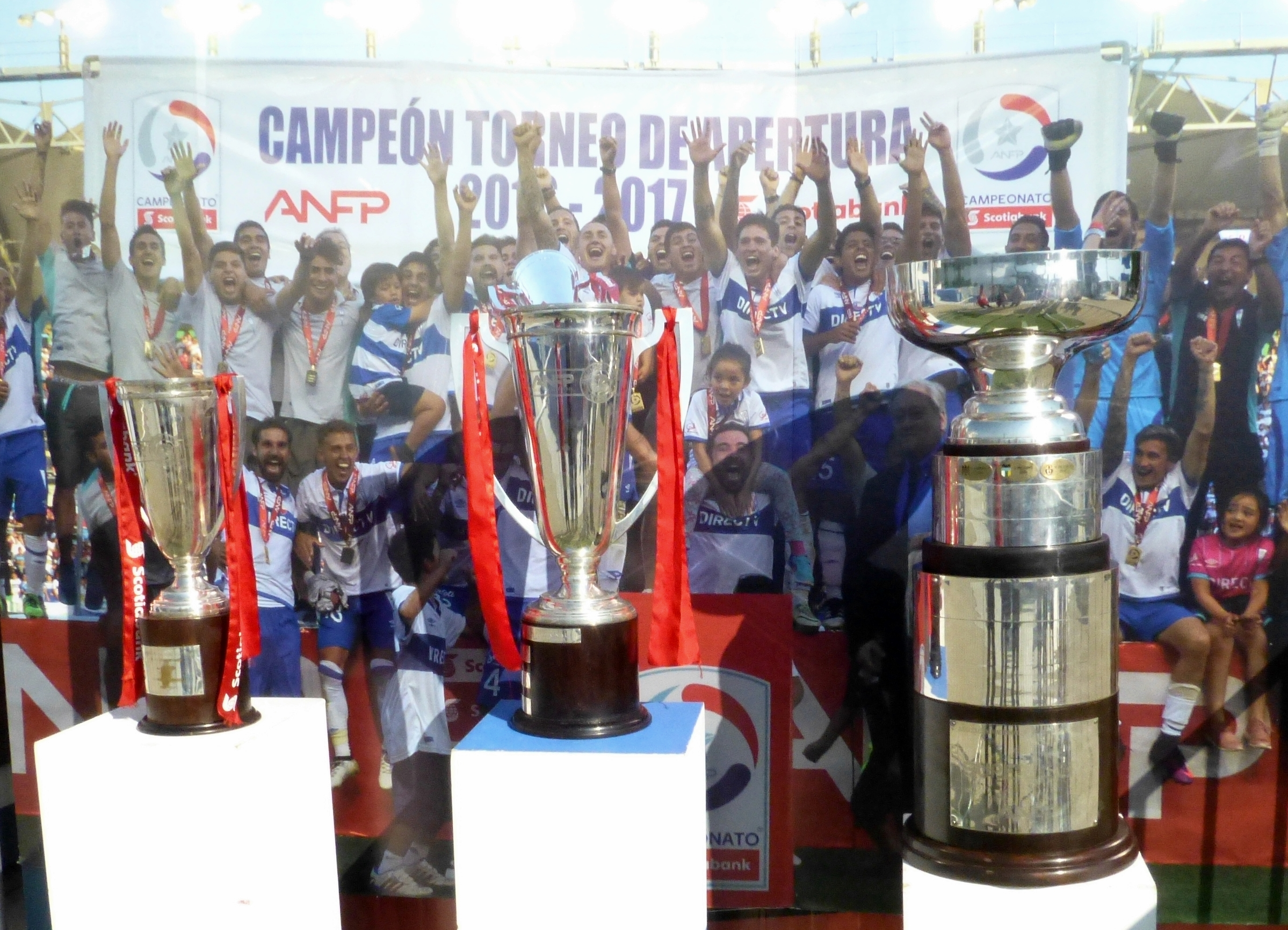
2016 (Clausura), 2016 (Apertura), Supercopa de Chile

## Trainer-coaches
- Máximo Garay (1938)
- Antonio De Mare (1944-1946)
- Alberto Buccicardi (1949)
- William Burnickell (1954)
- Jorge Ormos (1957)
- Máximo Ruzic (1957)
- José Manuel Moreno (1957)
- Alberto Buccicardi (1958-1959)
- Miguel Mocciola (1960-1961)
- Fernando Riera (1963-1965)
- Luis Vidal (1966)
- Arturo Quiroz (1967)
- Fernando Riera (1968)
- José Pérez (1969-1972)

- Néstor Isella (1973)
- Jorge Luco (1975)
- Arturo Quiroz (1976-1977)
- Jorge Luco (1977)
- Orlando Aravena (1978)
- Néstor Isella (1978-1979)
- Andrés Prieto (1980)
- Pedro Morales (1981)
- Luis Santibáñez (1981-1982)
- Ignacio Prieto (1983-1989)
- Fernando Carvallo (1990-1991)
- Vicente Cantatore (1991-1992)
- Ignacio Prieto (1992-1993)
- Manuel Pellegrini (1994-1996)

- Fernando Carvallo (1996-1999)
- Wim Rijsbergen (1999-2001)
- Juvenal Olmos (2001-2002)
- Óscar Meneses (2003)
- Oscar Garré (2004)
- Jorge Pellicer (2004-2006)
- José del Solar (2007)
- Fernando Carvallo (2007-2008)
- Mario Lepe (2008)
- Marco Antonio Figueroa (2009-2010)
- Juan Antonio Pizzi (2010-2011)
- Mario Lepe (2011-2012)
- Martin Lasarte (2012-)

## Bekende (oud-)spelers
- Francisco 'Gato' Silva
- Nicolás Castillo
- Lucas Pratto
- Sergio Vázquez